# Люнгбю (стадіон)
Стадіон «Люнгбю» (дан. Lyngby Stadion) — багатофункціональний стадіон у місті Конгенс Люнгбю, Данія, домашня арена однойменного футбольного клубу.
Стадіон побудований та відкритий 1949 року потужністю 9 000 глядачів. У 1964 році встановлено систему освітлення. 1968 року споруджено нову трибуну, в результаті чого місткість збільшено до 15 000 глядачів. У 1994 році потужність зменшено до 13 000 глядачів. У ході реконструкції 1999 року було облаштовано  VIP-сектор та знижено загальну потужність до 10 000 глядачів. У 2005 році арену реконструйовано, в результаті чого оновлено систему освітлення та газон. Протягом 2007—2008 років мали місце дискусії щодо подальшої експлуатації арени. Планувалося спорудити новий стадіон, а старий знести. Однак було вирішено залишити стару арену, здійснивши її реконструкцію. У 2013 році відкрито нову західну трибуну, у 2016 році —  південну, в результаті чого потужність арени становить 10 000 глядачів, 2 800 з яких забезпечені сидячими місцями.